# 라즈돌노예
라즈돌노예(러시아어: Раздольное, Razdolnoye)는 러시아 프리모르스키 지방(연해주)의 나데즈딘스키군에 속하는 마을이다.

## 지리

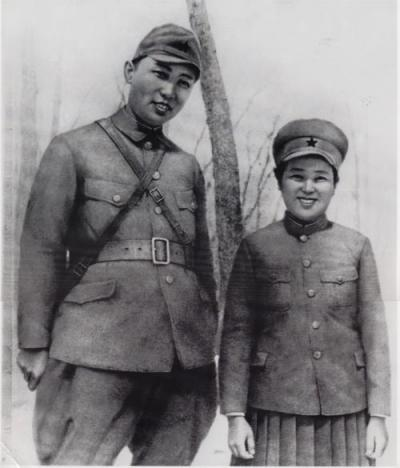
김일성이 하마탄의 남야영 시절인 1941년 3월 1일 아내 김정숙과 함께 찍은 사진. 김일성 회고록 세기와 더불어 8권에 김일성 자필로 1941년 3월 1일 B야영에서 봄을 맞아 찍었다고 적어 놓았다. 김정일 출산 직후의 사진으로 보인다. 조작된 사진이라는 주장도 있다.

라즈돌노예는 우수리스크와 블라디보스토크의 중간에 있으며, 북한에서 올라오는 도로와 블라디보스토크에서 우수리스크로 가는 도로가 만나는 교통의 요지이다. 블라디보스토크에서 우수리스크로 연결되는 시베리아 횡단 철도의 역도 있다. 옛지명은 하마탄(Хаматан, Hamatan, 虾蟆塘)이다. 1920년대부터 이 지역에는 사슴 농장이 많이 생겼는데, 토착민 나나이족이 쓰던 퉁구스-만주어로 1 ~ 5 살 사이의 사슴을 뜻하는 단어 하마타나(хаматана)에서 유래한 지명이라 한다.

## 역사
라즈돌노예의 기차역은 1937년 가을 스탈린이 연해주의 한인들을 중앙아시아로 강제이주 시킬 때 사람들을 강제로 실어나르던 출발지였으며, 고려인들의 한이 맺힌 곳이다. 연합뉴스의 2006년 르포 기사는 라즈돌노예역에 대해 다음과 같이 보도하고 있다.
우스리스크를 향해 가는 길목에서 대장정 원정대는 우리 민족에게 서글픈 기억으로 각인돼 있는 `라즈돌리나역(驛)'을 만났다.
1937년 소련 정부는 `일제의 첩자가 될 수 있다'는 이유로 연해주 일대에 흩어져 살던 우리 민족을 모두 이 라즈돌리나 역으로 집결시켰고, 시베리아의 혹한 속에서 이들을 지붕도 없는 가축용 화물열차에 태워 중앙아시아로 강제 이주시켰다. 어른들도 견디지 못할 추위와 배고픔 속에서 갓난아이들은 모두 굶거나 얼어죽었고, 간이역에서 먹을거리를 구하러 잠시 열차에서 내렸던 어른들도 예고없이 떠나간 기차를 쫓아가다 시베리아 벌판의 원혼이 됐다.
대장정 원정대가 다시 찾은 라즈돌리나역은 조국없는 민족의 설움과 눈물을 간직한 채 지금은 쓸쓸하게 낡은 건물만 남아 황량했다.

라즈돌노예는 김정일의 출생지이다. 1939~1941년간 일본군의 대대적 토벌로 만주의 동북항일연군이 궤멸 위기에 처하자 김일성은 1940년 10월 23일 소만 국경을 불법 월경하여 소련으로 도피한다. 월경 직후 국경수비대에 체포되어 수감되었으나, 중국인 상관 주보중(周保中)의 신원보증으로 풀려나 처음 수용된 남야영(南野營, B 야영)이 바로 하마탄(라즈돌노예) 마을에 있었다. 북야영(北野營, A 야영)이 있던 하바로프스크 인근 뱌츠코예 마을에 남,북야영의 동북항일연군 인원들 모두를 수용한 제88국제여단이 창설되는 1942년 7월 중순까지 김일성 부부는 라즈돌노예의 남야영에 있었다. 김정일은 이곳에서 1941년 2월 16일 태어났다. 북한에서 주장하는대로 김정일이 이듬해인 1942년 2월 16일생이 맞다고 해도 당시 김일성 부부는 뱌츠코예 아닌 라즈돌노예에 있었으므로, 김정일의 출생지는 라즈돌노예가 확실하다. 김정일이 태어날 당시 아기를 받았던 조산원 엘냐의 증언으로 그가 태어난 집은 라즈돌노예 마을길 88번지 연립주택인 것으로 확인되었으며, 오늘날 연해주 관광객들이 많이 찾고 있다.
| - Ulitsa Lazo, 88, Razdol'noye, Primorskiy kray, 러시아 692488: 좌표 43°33'32.2"N 131°55'16.5"E (구글맵 김정일이 실제 출생한 집의 위치) 러시아 연해주(Primorskiy kray) 라즈돌노예(Razdol'noye) 라조 가(Ulitsa Lazo: Lazo St.) 88번지 라즈돌노예 기차역에서 큰 길(Ulitsa Lazo)을 따라 동쪽으로 500 여 m 가서 북쪽으로 난 골목으로 들어서면 바로 나옴. - 큰길에서 김정일이 출생한 집으로 들어가는 골목 초입에서 바라본 구글 스트리트 뷰: 골목길 왼편에 보이는 건물 중 안쪽이 88번지임. 건물 이미지 1 구글맵 건물 이미지 2 구글맵: 김정일이 태어난 집이라는 이미지 설명이 나옴. 건물 이미지 3 구글맵 건물 이미지 4 구글맵: 김정일이 태어난 집이라는 이미지 설명이 나옴. 건물 이미지 5 구글맵: 김정일이 태어난 집이라는 이미지 설명이 나옴. |

김정일이 라즈돌노예 인근 어느 병원에서 태어났다는 증언도 있으나 그다지 믿을만하지 않다.
김일성 회고록 세기와 더불어 8권에는 김일성이 1941년 초의 겨울을 B야영에서 보냈다고 하면서 김정일은 1942년 2월 16일 백두산 밀영에서 태어난 것처럼 말했다. 그러나 주보중의 동북항일유격일기에는 그가 북야영에서 1942년 1월 12일부터 1월 19일까지 남야영을 방문하고 돌아온 일을 기록하면서 거기서 김일성도 만났다고 하였다. 따라서 김정일이 설사 1942년생이더라도 남야영에서 태어난 것이지 어떤 경우에도 백두산에서 태어났을 수는 없다. 남편도 없이 김정숙 혼자서 외부와 단절된 눈덮인 백두산 속에서 출산을 할 수는 없는 일이다.
김정일이 백두산 밀영에서 태어났다는 북한의 주장이나, 하바로프스크 인근 뱌츠코예 출생설과 중앙아시아 사마르칸트 출생설 등은 모두 사실이 아니다.